# Спелеотем
Спелеотем (ˈspiːliːəθɛm др.греч: «пещерное отложение»), обычно известные как пещерные образования, являются вторичными минеральными отложениями, образованными в пещере. Спелеотемы обычно образуются в известняковых или доломитовых пещерах. Термин «спелеотем», впервые введен Муром (1952)  Происходит он от греческого слова spēlaion «пещера» + théma «отложение». Определение «speleothem» в большинстве публикаций специально исключает вторичные залежи полезных ископаемых в шахтах, туннелях и на искусственных сооружениях. Хилл и Форти более кратко определили «вторичные минералы», которые создают образования в пещерах:
«Вторичный» минерал - это тот, который получен физико-химической реакцией из первичного минерала в первичной породе или обломках и/или отложен из-за уникального набора условий в пещере; то есть, среда пещеры повлияла на отложение минерала. 

## Происхождение и состав
Было выявлено 319 вариаций пещерных минеральных отложений. Подавляющее большинство образований - известковые, состоящие из карбоната кальция в форме кальцита или арагонита или сульфата кальция в форме гипса. Известковые образования образуются в результате реакций растворения карбоната. Дождевая вода в почвенной зоне реагирует с CO2 в почве, создавая слабокислую воду в результате реакции:
H2O + CO2 → H2CO3
По мере того, как вода с более низким pH проходит через карбонат кальция от поверхности до потолка пещеры, она растворяет основу посредством реакции:
CaCO3 + H2CO3 → Ca2 + + 2 HCO3-
Когда раствор достигает пещеры, дегазация из-за более низкой пещеры pCO2 вызывает осаждение CaCO3:
Ca2 + + 2 HCO3- → CaCO3 + H2O + CO2
Со временем в результате накопления этих осадков образуются сталагмиты, сталактиты и обтекатели, которые составляют основные категории образований.
Кальтемиты, которые встречаются на бетонных конструкциях, создаются совершенно другой химией, чем спелеотемы.

## Типы и категории
Спелеотемы принимают различные формы, в зависимости от того, капает ли вода, просачивается, конденсируется, течет или стоит. Многие образования названы в честь их сходства с искусственными или природными объектами. Типы образований включают в себя:
- Слезник - это карбонат кальция в форме сталактитов или сталагмитов.
  - Сталактиты - это острые сосульки, свисающие с потолка пещеры, из которых они растут.
    - Содовая соломка - это очень тонкие, но длинные сталактиты, имеющие удлиненную цилиндрическую форму, а не обычную более коническую форму сталактитов.
    - Геликтиты - это сталактиты с центральным каналом с ветвистыми или спиральными выступами, которые, по-видимому, не поддаются гравитации.
      - Включает формы, известные как ленточные геликтиты, пилы, стержни, бабочки, руки, кудрявая картошка и «глисты».

    - Люстры представляют собой сложные кластеры потолочных украшений.
    - Ленточные сталактиты, или просто «ленты», имеют соответствующую форму.

  - Сталагмиты являются "размолотыми" аналогами сталактитов, часто тупыми насыпями.
    - Сталагмиты метлы очень высокие и тонкие
    - Сталагмиты тотемного поля также высокие и имеют форму, как их тезки
    - Колонны появляются, когда встречаются сталактиты и сталагмиты или когда сталактиты достигают дна пещеры
- Натёчный камень является пластовым материалом и обнаружен на пещерных полах и стена
  - Драпировки или шторы - это тонкие волнистые листы кальцита, свисающие вниз
    - Бекон - это драпировка с разноцветными полосами внутри листа

  - Дамбы или каменистые дуги образуются в рябь рек и образуют барьеры, которые могут содержать воду
  - Каменные водопадные образования имитируют замерзшие каскады
- Пещерные кристаллы
  - Клык собаки - это крупные кристаллы кальцита, которые часто встречаются возле сезонных бассейнов
  - Морозный узор представляет собой игольчатые наросты кальцита или арагонита
  - Лунное молоко бывает белое и сырное
  - Антодиты представляют собой похожие на цветы скопления кристаллов арагонита
  - Криогенные кристаллы кальцита представляют собой рыхлые зерна кальцита, обнаруживаемые на полах пещер, и образуются в результате разделения растворенных веществ при замерзании воды[8]
- Спелеогены (технически отличные от спелеотемов) - это образования в пещерах, которые создаются путём удаления коренных пород, а не как вторичные отложения.
- Другие
  - Пещерный попкорн, также известный как «коралловидный» или «пещерный коралл», представляет собой небольшие неровные скопления кальцита.
  - Пещерный жемчуг - это результат того, что вода капает с высоты, заставляя маленькие «затравочные» кристаллы переворачиваться так часто, что они превращаются в почти идеальные сферы карбоната кальция.
  - Микробные маты являются колониями преимущественно сероокисляющих бактерий и имеют консистенцию «соплей» или слизи [9]
  - Плоты кальцита представляют собой тонкие скопления кальцита, которые появляются на поверхности пещерных бассейнов.

Спелеотемы из сульфатов, карбонатов, мирабилита или опала встречаются в некоторых трубах лавы.  Хотя иногда похожи на speleothems в пещерах, образованных растворением, лава сталактиты образуются путём охлаждения остаточной лавы в лавовой трубе.

1. ↑  Moore, G W. Speleothems – a new cave term. — том 10(6). — National Speleological Society News, 1952. — С. 2.
2. 1 2  Hill, C A, and Forti, P. Cave Minerals of the World. — 2nd edition. — Huntsville, Alabama: National Speleological Society Inc, 1997. — С. 217, 225.
3. ↑  Hill, C A, and Forti, P. Cave Minerals of the World. — 2nd edition. — Huntsville, Alabama: National Speleological Society Inc., 1997. — С. 13.
4. ↑  Onac, Bogdan; Forti, Paolo. State of the art and challenges in cave minerals studies. — Studia Universitatis Babes-Bolyai, Geologia, 2011. — С. 33–42. — ISBN 1937-8602.
5. ↑  Hendy, C. H. The isotopic geochemistry of speleothems—I. The calculation of the effects of different modes of formation on the isotopic composition of speleothems and their applicability as palaeoclimatic indicators. — Geochimica et Cosmochimica Acta, 1971-08-01. — С. 801–824.
6. ↑  White, William. Speleothem microstructure/speleothem ontogeny: a review of Western contributions. — International Journal of Speleology, 2012. — С. 329–358. — ISBN 0392-6672.
7. ↑  White, William. Chemistry and karst. — Acta Carsologica, 2016-02-09. — ISBN 0583-6050.
8. ↑  Zak Karel, Karel; Urban, Jan; Cilek Vaclav, Cilek; Hercman, Helena. Cryogenic cave calcite from several Central European caves: age, carbon and oxygen isotopes and a genetic mode. — Speleogenesis Scientific Network.
9. ↑  Macalady, Jones and Lyon. Environmental Microbiology. — 2008. — С. 1402-1414.
10. ↑  Larson, Charles V. Nomenclature of Lava Tube Features. — Sixth International Symposium on Vulcanospeleology, National Speleological Society, 1992. — С. 246.